# Поход Засекина в Дагестан
Поход Засекина (1591) — военная экспедиция, направленная против Тарковского шамхальство. Цель похода было наказание и подчинение Шамхала. Поход не увенчался успехом.

## Предыстория
В конце XVI века Кавказ был ареной вооружённого противостояния между Османским, Сефевидским и Русским государствами, каждое из которых стремилось утвердить своё господство в данном регионе, периодически договариваясь о разделе сфер влияния. В ходе Ирано-турецких войн Кахетинское царство и армянское население в Закавказье испытывали жестокие притеснения. Кроме того Грузинские земли подвергались систематическим набегам северокавказских горцев. Кахетинский царь Александр II, стремившийся вступить в русское подданство, настойчиво просил царя Фёдора I послать на шамхала свою рать. Между тем отношения Терских воевод с Тарковским шамхалом Сурхаем складывались не в лучшую сторону. Последний, по сообщению С. М. Броневского: «наносил беспокойствия российским селениям». Кроме того, шамхал вероломно захватил служилого кабардинского мурзу Мамстрюка (брата царицы Марии Темрюковны) и, держа в заточении, безуспешно склонял его отказаться от царской службы.. В 1589 году от 25 сентября Терский воевода Хворостинин писал царю, что шамхал послов присылает только с «бездельем» высматривать город, да людей ратных. Воевода так же докладывал о успешных результатах столкновений казачьих отрядов с «горскими людьми».
Вняв просьбам грузинских послов, в конце 1589 года Хворостинин послал на шамхала воеводу Г. Засекина, о чём царь Александр был тут же оповещён. Шамхал был ранен в битве и с большими потерями отступил в горы, оставив в руках русских р. Койсу (современный Сулак).

## Армия Засекина
Состав царской армии в следующем походе на шаухала Тарковского в 1591 г. был  весьма  разнообразен. Помимо терских казаков, участвовали даже яицкие и волжские казаки. Первое упоминание в истории о «государевой  службе»  яицких  казаков  относится  именно к 1591 г., когда по указу царя Федора Ивановича воеводам боярину Пушкину и князю Ивану Васильевичу Сицкому было приказано: «…на непослушника своего Шевкальского послать, на семь лет, с Терки, рать свою, а для той службы велел Государь Яицким и Волжским казакам итти в Астрахань…всех  казаков собрать, для Шевкальской службы, Волжских тысяча человек да Яицких пять сот человек»' Решено было отправить в этот поход «государевых людей с пищали до 5000, а черкас 10000»  По требованию царя кабардинские князья также принимали участие в данном походе, в особенности Мамстрюк Темрюков Принял участие в этом походе и владетель ококов Ших-Мурза Окоц- кий со своими небольшими отрядами. К походу были привлечены также и ряд ногайских мурз во главе с нурадином Заволжской Большой Ногайской Орды, являвшейся мощной союзницей Москвы. Ногайцев было 2 тысяч человек

## Поход
Воевода Засекин во главе разношерстной армии, перейдя Терек, основной удар направил на северные  владения  шаухала. Во главе  освободительной борьбы кумыков стоял старший сын покойного Чопан шаухала  Сурхай II, который отражал нападение царских войск еще в 1589 г. В ходе кровопролитных сражений царские войска захватили город Эндирей и сожгли его, сам шаухал был  ранен и многие его люди были убиты, а некоторых взяли в плен Царские войска попытались захватить и Тарки, но входе боев были остановлены и отброшены за реку Сулак. Закрепившись на левом берегу Сулака, царские воеводы начали строительство крепости под наз- ванием Койсу или  же  Койсинский острог. Таким образом, воеводе Засекину удалось только захватить город Эндирей, но удержать его он не смог, сжег его и вынужден был отступить. и захвачено большое количество пленных. Зять шамхала, крымский царевич Мурад Герай (Мурат-Кирей), ходатайствовал перед царём, чтобы последний вернул свою рать, а шамхал, в свою очередь, «государю челом бить будет». Но данные действия не повлияли на Шамхала, и вскоре он совершил очередной набег на грузинские земли. Кахетинские азнауры отразили набег, а отрубленные неприятельские головы отправили к шамхалу. Последний отправил послов к османскому султану Мураду III, прося у него посылки на Грузию войска и защиты единоверцев от посягательства на их земли русских.

## Последствия
Поскольку поход Засекина не достиг цели, царь Кахетии Александр II прислал послов «с просьбой прислать многочисленное войско против шевкалов» и покорения города Тарки»  Царь Кахетии «бил челом и молил, чтоб государь милость показал, от шевкала и от горских от кумыцких людей велел оборонити  Он же подчеркивает, о присылке на шаухала большей рати, так как ранее «рать была не великая Также царь Александр II сообщал, что «хотя азнауры его побили шамхальских людей…но только всего этого мало: Шамхал опять начнет приходить на мою украйну, села и деревни пожжет и людей побьет и поранит, и в полон поемлет; а пуще всего коли возьмут христианина жива, то поругаются ему, и приведут в басурманскую веру Царь Александр II с упреком спрашивал: «Почему царские войска вернулись  назад? Почему  не взяли  Тарки, не воевали кумыков? Поскольку не смог сокрушить шаухала. И царь Кахетии Александр II стал добиваться у Москвы нового, более крупного похода на шаухальство Тарковское. В 1593 г. царским  правительством началось серьезная подготовка к военным походу против Сурхай II шаухала.

## См.также
- Поход Хворостинина в Дагестан
- Поход Бутурлина в Дагестан
- История кумыков
- Русско-кумыкские войны
- Тарковское шамхальство